# Cockney
Cockney (wym. [ˈkɒkni]) – gwara miejska języka angielskiego używana przez mieszkańców Londynu, wywodzących się z niższych warstw społecznych (klasy robotniczej). Słowo „Cockney” opisuje nie tylko dialekt i akcent pochodzące ze wschodniego Londynu, ale także osobę, która używa tej gwary.

## Etymologia nazwy
W latach 1050–1100 słowo to pisane było jako cokenei. Etymologia tego słowa nie jest jasna i zawsze była kwestionowana. Pierwszym leksykografem tego słowa był John Minshew, który w książce Ductor in Linguas (1617) stwierdził, że słowo cockney pochodzi od dwóch słów: cock i neigh. Sugerował także, że może ono pochodzić od łacińskiego słowa incoctus. W późniejszym czasie etymologia tego słowa została zinterpretowana przez Whittingtona w słowniku „The English Oxford Dictionary”. Whittington doszedł do wniosku, że słowo cockney pochodzi od słów cock i egg (cock’s egg) oznaczających zdeformowane jajo, znoszone przez młode kury. Francis Grose w swoim „A Classical Dictionary of the Vulgar Tongue” (1785) uznał, że ze słowem cockney związana jest następująca historia:
Mieszkaniec Londynu będąc na wsi i słysząc rżenie konia, nagle wykrzyknął, Panie! Jak ten koń się śmieje! Osoba stojąca obok wyjaśniła mu, że ten dźwięk nazywa się rżeniem. Następnego ranka, gdy usłyszał, że kogut zapiał krzyknął „Czy słyszysz jak ten kogut rży?”
W słowniku Webster’s New Universal Unabridged Dictionary słowo cocaigne odnosiło się do wszystkich mieszkańców Londynu i jego przedmieść. Słowo to miało różne pisownie: cocagne, cockayne, cocknay i w końcu cockney. Ostatnie dwa oznaczały zarówno rozpieszczone dzieci, jak i mieszkańców Londynu.

## Słownictwo
Cockney zawiera wiele terminów slangowych, nieznanych literackiej angielszczyźnie. Są to często zapożyczenia z języków obcych, np. cushty („dobrze”) z romskiego kuštipen, lub kosher („uzasadniony”) z hebrajskiego kašer („odpowiedni”, por. koszerność). Wiele wyrazów cockney wywodzi się z cockney rhyming slang, np. rabbit („mówić”).

## Wymowa
Cockney różni się od standardowej angielszczyzny także wymową:
- omijanie głoski h, np. /ɑːf/ zamiast /hɑ:f/
- zastępowanie głoski ŋ głoską n, np. /sɪnin/ zamiast /sɪnɪŋ/
- wymowa głoski t jako [ʔ] (zwarcie krtaniowe), zwłaszcza między samogłoskami (tzw. glotalizacja)
- samogłoska [u:] przesunięta do przodu, brzmi jak [ʉ:]
- modyfikacje dwugłosek:
  - [əi] zamiast [i:]
  - [aɪ] zamiast [eɪ]
  - [ɒɪ] zamiast [aɪ]
  - [æ:] zamiast [aʊ]
- wokalizacja ciemnego l do [o] lub [ʊ][3][4].

## Gramatyka
W gramatyce cockney odbiega od języka literackiego:
- zastępowaniem nieakcentowanego zaimka my („mój”) przez me („mnie”)
- negacją czasowników przez partykułę ain’t

## Cockney rhyming slang

### PowstanieCockney rhyming
W skład Cockney wchodzi Cockney Rhyming Slang (CRS). Pochodzenie Cockney Rhyming Slangu nie jest dokładnie wyjaśnione i istnieje kilka hipotez o pochodzeniu tego slangu:
1. Pierwsza hipoteza mówi, że slang ten wyrósł w więzieniu, aby więźniowie mogli się swobodnie porozumiewać bez wiedzy pracowników więziennych.
2. Inna historia mówi o sprzedawcach posługujących się tym slangiem na rynku po to, aby klienci nie wiedzieli, o czym mówią sprzedawcy.
3. Jeszcze inna wersja zakłada, że Rhyming Slang powstał po to, aby policjanci nie rozumieli, o czym mieszkańcy miasta mówią między sobą.

Pomimo powyższych hipotez istnieje również zdanie, że Cockney Rhyming slang powstał jedynie dla zabawy słowami i rymami.
Cockney rhyming slang opiera się na znajdowaniu rymu do wyrazu, który jest bezpośrednim skojarzeniem do wyrazu użytego w zdaniu, np.:
- She has got very nice bacons – dosłownie: Ona ma bardzo fajne bekony
  - skojarzenie do wyrazu nielogicznego „bacons”: eggs (jajka – Anglicy jadają śniadania składające się z jajek i bekonu)
  - rym do skojarzenia: legs („nogi”)
- tłumaczenie na urzędowy angielski: She has got very nice legs („Ona ma bardzo fajne nogi”)